# كريستوفر جون فارلي
كريستوفر جون فارلي (بالإنجليزية: Christopher John Farley)‏ هو صحفي أمريكي، ولد في 14 أغسطس 1966 في كينغستون في جامايكا.

## وصلات خارجية
- كريستوفر جون فارلي على موقع IMDb (الإنجليزية)
- كريستوفر جون فارلي على موقع ميوزك برينز (الإنجليزية)